# شکارچی-گردآورنده اسکاندیناوی
شکارچی-گردآورنده اسکاندیناوی(به انگلیسی:scandinavian hunter-gatherer) که به طور خلاصه SHG نامیده میشود اشاره به شکارچی-گردآور های ساکن اسکاندیناوی در دوره میان سنگی دارد که آمیزه ژنتیکی آن ترکیبی از شکارچی-گردآورنده شرقی(EHG) وشکارچی-گردآورنده غربی(WHG)بود. 

## ژنتیک
برسی ها نشان میدهد که هاپلوگروپ Y دی ان ای I2 در بین این مردم رواج داشت(هر چند که وجود R1 هم نباید چندان عجیب باشد)و هاپلوگروپ های دی ان ای میتوکندریایی U5a و U2e.  این مردم پوست سفید بودند و چشم ها و موهای روشنی داشتند با اینکه چشم روشن از شکارچی-گردآورنده غربی و موی روشن از شکارچی-گردآورنده شرقی به این منطقه وارد شده بود اما SHGs فرکانس بالاتر آلل های مربوط به چشم و موی روشن نسبت به دو گروه دیگر داشت.